# Левки (дем Горуша)
Вижте пояснителната страница за други значения на Левки.
Лѐвки, още Сирочани или Сирхан (на гръцки: Λεύκη, Левки, до 1927 година: Σαρότσανη, Сароцани), е село в Егейска Македония, Република Гърция, дем Горуша (Войо), област Западна Македония.

## География
Селото е разположено на 770 m надморска височина, в областта Населица на около 20 km западно от град Неаполи (Ляпчища) и около 16 km северозадно от Цотили. На север граничи със село Клисория (Трапатуш), на запад - с Поликастано (Клепиш), а на изток - с Ликнадес.

## История

### В Османската империя
В края на XIX век Сирочани е гръкоезично мюсюлманско село в Населишка каза на Османската империя.
Според Васил Кънчов в 1900 година в Сирханъ живеят 210 гърци мохамедани.
Според статистика на Серфидженския санджак на гръцкото консулство в Еласона от 1904 година в Циростани (Τσιροστάνη), Населишка каза, живеят 150 валахади.
На етническата карта на Костурското братство в София от 1940 година, към 1912 година Сирчанъ е обозначено като гръцко селище.

### В Гърция
През Балканската война в 1912 година в селото влизат гръцки части и след Междусъюзническата в 1913 година Сирочани остава в Гърция. През 1913 година при първото преброяване в новата държава в него са регистрирани 255 жители.
В средата на 20-те години жителите на селото са изселени в Турция по силата на Лозанския договор и на тяхно място са заселени понтийски гърци бежанци от Турция. В 1928 година в селото е регистрирано като изцяло бежанско с 44 семейства или 173 души.
В 1927 година името на селото е сменено на Левки. В 1940 година населението му е преброено към това на Ликнадес.
Населението традиционно произвежда жито, картофи, тютюн и други земеделски продукти, като се занимава и със скотовъдство.
В селото има два нови храма „Свети Николай“, за който се смята, че е построен върху развалините на съществуващата преди потурчването на селото църква и „Свети Димитър“, построен в 1976 година при митрополит Антоний Сисанийски и Сятищки.
| Година    | 1913 | 1920 | 1928 | 1940 | 1951 | 1961 | 1971 | 1981 | 1991 | 2001 | 2011 | 2021 |
| --------- | ---- | ---- | ---- | ---- | ---- | ---- | ---- | ---- | ---- | ---- | ---- | ---- |
| Население | 255  | 205  | 160  |      | 132  | 128  | 80   | 69   | 19   | 22   | 11   | 18   |